# 新耶路撒冷聖經
《新耶路撒冷聖經》（英語：New Jerusalem Bible），縮寫為NJB，是一部英語聖經譯本，由英國本篤會修士Henry Wansbrough主編，出版於1985年，主要供英語天主教徒個人研讀使用。英國聖公會也允許信徒使用這部譯本。
1966年出版的英文本《耶路撒冷聖經》在英語天主教會中受廣泛運用，但它主要轉譯自1956年法文本《耶路撒冷聖經》而非優先譯自聖經原文，許多譯註沿襲了法文版。英文本《新耶路撒冷聖經》對《耶路撒冷聖經》進行了修訂。

## 中文版
中文版《新耶路撒冷聖經译本》，則是今日華語天主教（羅馬公教）人士使用的聖經漢語譯本之一。1982年起，由佘山修院院长金鲁贤主译，參考英文本的同时，也参照聖經希伯来文和希腊文原文进行翻译，历时十年，完成新约部分的二十七卷经文和注释的翻译。后来金鲁贤又参照礼仪出版社（The Liturgical Press）出版的《新经注释系列丛书》（Sacra Pagina Series），重新翻译并注释了这个译本。
此中文译本目前只翻译了新约部分，旧约依然在翻译之中。